# Theo Oppermann (Verleger)
Theo Oppermann (* 15. Januar 1893 in Wunstorf, Provinz Hannover; † 21. April 1974 ebd.) war ein deutscher Unternehmer, Buchdrucker, Zeitungsverleger, Herausgeber und Chefredakteur.

## Leben
Theo Oppermann wurde in der späten Gründerzeit des Deutschen Kaiserreichs in Wunstorf geboren als Sohn des Zeitungsverlegers Hermann Oppermann aus Hannover, der schon seit 1856 in der vormaligen Residenzstadt des Königreichs Hannover erst den gleichnamigen Verlag Hermann Oppermann betrieben und später die 1890 gegründete Zeitung Wunstorfer Stadt- und Landbote, Generalanzeiger für Wunstorf und Umgebung im Jahr 1892 übernommen hatte, die er zur traditionsreichen Wunstorfer Zeitung machte. Die Zeitung hatte schon um 1900 ein Verlagshaus mit eigener Druckerei in der Südstraße 30 in Wunstorf, in der später auch Theo Oppermann arbeiten sollte.
Nachdem der Schriftsteller Ernst Jünger, der 1907 bis 1911 die Scharnhorst-Realschule in Wunstorf besucht hatte, 1911 Mitglied der Wunstorfer Ortsgruppe des Wandervogels geworden war und später über das Leben von Jugendlichen in seinem Roman Die Zwille geschrieben hatte, behauptete Theo Oppermann – ebenfalls ehemaliges Mitglied des Wandervogels – Jüngers Roman verarbeite autobiographische Erfahrungen des Autors aus seiner Wunstorfer Zeit. Jünger berichtete auch später noch von seinen Zusammenkünften mit ehemaligen Wandervögeln bei Oppermann in Wunstorf.
Nachdem Theo Oppermann die Schule abgeschlossen und eine Lehre durchlaufen hatte, arbeitete er in verschiedenen Betrieben und für mehrere Zeitungen und besuchte während dieser Zeit auch die Kunstgewerbeschule Hannover.
Im Ersten Weltkrieg meldete sich Oppermann als Kriegsfreiwilliger an die Front, während sein Vater beinahe völlig erblindete und den Zeitungsbetrieb bald nicht mehr führen konnte. Deshalb übergab der Vater 1924 den Betrieb an seinen Schwager Hans Leddin und seinen Sohn Theo.
In der Zeit des Nationalsozialismus erhob sich Theo Oppermann als Herausgeber und Chefredakteur der Wunstorfer Zeitung durch antisemitische Artikel über andere, schrieb über „die Juden“ im völkischen Sinne als das „verkommenste Volk aller Zeiten“, bis das Ende des Zweiten Weltkrieges durch die Alliierten 1945 dieser Hetze ein vorläufiges Ende setzte. Am 5. April 1945, zwei Tage vor dem Kriegsende in Wunstorf, war Oppermann noch vom Wunstorfer Volkssturmführer Diepholz als Ordonnanz eingesetzt worden.
Bereits unter den Britischen Militärbehörden konnte Theo Oppermann in der Südstraße 30 in Wunstorf ab 1946 wieder aktiv werden, zunächst mit dem für Neustadt am Rübenberge herausgegebenen Blatt Der Niedersachse.
Zu Beginn der Bundesrepublik Deutschland konnte auch die Wunstorfer Zeitung 1949 wieder erscheinen, die nach dem nahezu gleichzeitigen Ausscheiden von Hans Leddin dann von Theo Oppermann allein weitergeführt wurde. Im Jahr 1959 übernahm Oppermann zudem die Buchdruckerei Oppermann & Leddin KG.
In den 1960er Jahren gab der Verlag von Theo Oppermann beispielsweise auch das auf Neustadt am Rübenberge bezogene Blatt Neustädter Kreis-Anzeiger oder Titel wie Die See-Provinz heraus.
Als Verleger zeigte Theo Oppermanns in der Nachkriegszeit großes Interesse vor allem an der Herausgabe heimatlicher Schriften. Noch 1968 hatte deshalb der Verband Nordwestdeutscher Zeitungsverleger den Herausgeber der Wunstorfer Zeitung für die Verleihung des Niedersächsischen Verdienstordens vorgeschlagen, da sich Oppermann „besonders dem Dienst an der Heimat gewidmet“ habe. Erst am Tag vor der bereits angesetzten Ordensverleihung erfuhr das Niedersächsische Kultusministerium von Oppermanns antisemitischen Zeitungsartikeln aus der Zeit des Dritten Reichs – und sagte die Ehrung daraufhin kurzfristig ab. Die nicht erfolgte Würdigung seiner Person bezeichnete Oppermann in der Folge in seinem Blatt als „kaltblütig beabsichtigte Ehrabschneidung“ und schloss seinen Zeitungsartikel mit den Worten:

„Der schlimmste Feind im ganzen Land, das ist und bleibt der Denunziant.“

## Klaus Oppermann
Theo Oppermanns Sohn Klaus Oppermann (* um 1944; † 9. März 2008) begann seine journalistische Laufbahn in der von seinem Vater geleiteten Wunstorfer Zeitung und absolvierte dann ein Volontariat bei der Hannoverschen Rundschau. Anschließend wirkte er bei der Hannoverschen Presse, bevor er schließlich als Chefredakteur zur Leine-Zeitung wechselte. Klaus Oppermann war „persönliches Mitglied im Verband Nordwestdeutscher Zeitungsverlage“. 2003 trat er in den Ruhestand.

## Theo Oppermann, Druck- und Verlag EG
Die Firma Theo Oppermann, Druck- und Verlag EG mit Sitz in Wunstorf war zuletzt als Eingetragene Genossenschaft beim Amtsgericht Hannover im Handelsregister eingetragen unter der Nummer HRA 1138 und wurde dort gelöscht.

## Schriften (Auswahl)
- Ikaros lebt! Die Lebensgeschichte eines Deutschen: Karl Jato, der erste Motorflieger der Welt, Wunstorf [Hannover]: Oppermann & Leddin, 1933
- Der Pokal und andere Geschichten aus Wunstorf, gesammelt von Theo Oppermann, Wunstorf: Verlag Wunstorfer Zeitung, 1961
- 75 Jahre Wunstorfer Zeitung. 1887–1962, Wunstorf 1962
- Friedrich Barenscheer, Theo Oppermann: Ludwig Heinrich Christoph Hölty und Mariensee (= Calenberger Blätter, Bd. 2), Wunstorf: Oppermann, 1963
- Theo Oppermann, Werner Schwippert (Ill.): Landschaft zwischen Deister und Steinhuder Meer. Bilder der Heimat – Zeichnungen und Linolschnitte, 58 illustrierte Seiten, Wunstorf: Oppermann, 1968